# Lorenzo Delgado Gómez-Escalonilla
Lorenzo Delgado Gómez-Escalonilla (Madrid, 15 de septiembre de 1959) es un historiador español, investigador del Centro de Ciencias Humanas y Sociales del Consejo Superior de Investigaciones Científicas, especializado en las relaciones internacionales de España.
Es autor de títulos como Diplomacia franquista y política cultural hacia Iberoamérica, 1939-1953 (1988), un estudio centrado en la doctrina de la Hispanidad y los objetivos del régimen en el exterior; Imperio de papel. Acción cultural y política exterior durante el primer franquismo (1992), un análisis de la política exterior franquista en el período 1936-1945, y Viento de poniente (2009), una monografía sobre la aplicación del Programa Fulbright en España. También ha coeditado junto a María Dolores Elizalde la obra colectiva España y Estados Unidos en el siglo XX.